# Eschscholzia lemmonii
Eschscholzia lemmonii är en vallmoväxtart som beskrevs av Edward Lee Greene. Eschscholzia lemmonii ingår i släktet sömntutor, och familjen vallmoväxter.

## Underarter
Arten delas in i följande underarter:
- E. l. kernensis
- E. l. lemmonii